# César Wagner
Pour les articles homonymes, voir Wagner.
 (avril 2022).
César Wagner est une série télévisée franco-belge créée par Sébastien Paris et Eric Vérat, diffusée en Belgique sur La Une depuis le 4 janvier 2020 et en France sur France 2 depuis le 17 janvier 2020.
La série est une coproduction d'Incognita, France Télévisions, Be-Films et la RTBF (télévision belge), réalisée avec la participation de la Radio télévision suisse (RTS) et avec le soutien de l'Eurométropole de Strasbourg et de la région Grand Est.

## Synopsis
Le capitaine de police César Wagner, anxieux et hypocondriaque, est muté à Strasbourg, sa ville natale, dont la maire n'est autre que sa propre mère. Il essaie de s'imposer au sein de sa brigade avec le soutien de la légiste, fantasque et décomplexée, Élise Beaumont,.

## Distribution principale
- Gil Alma : capitaine César Wagner

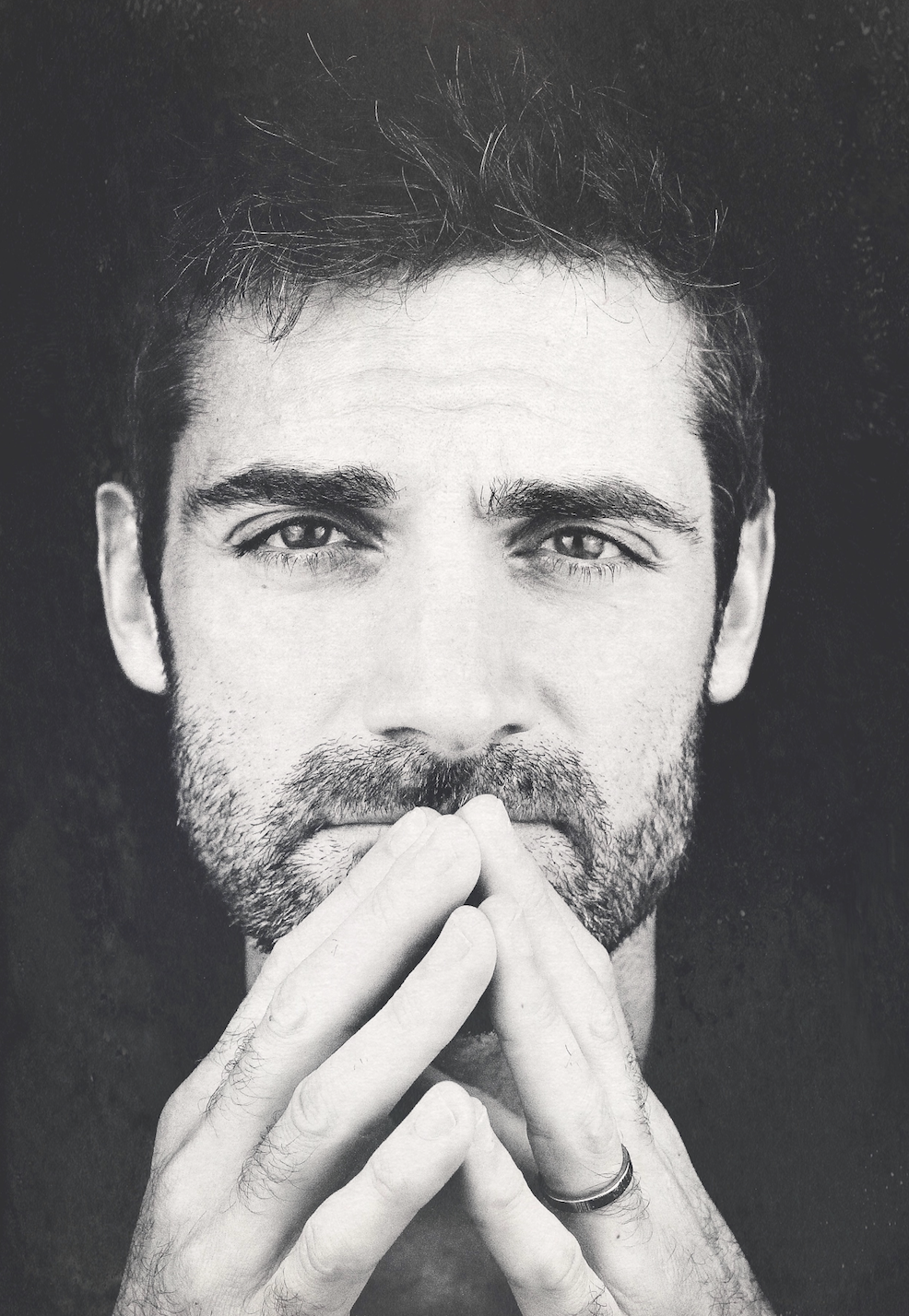
Gil Alma, l'interprète du rôle-titre

- Olivia Côte : docteur Élise Beaumont, médecin légiste
- Coralie Russier : lieutenant Léa Saskevitch (sauf épisodes 8 et 9)[note 1]
- Soufiane Guerrab : lieutenant Farid Belladj (jusqu'à l'épisode 4)
- Étienne Diallo : lieutenant Grégoire Rollot
- Joséphine de Meaux : commissaire Frédérique Koehler (sauf épisodes 4, 5 et 8)
- Pierre Raby : Christophe Mondénian, procureur de la République
- Amaury de Crayencour : docteur Arthur Weiss, médecin du travail
- Fanny Cottençon : Marie-Ange Wagner, mère de César et maire de Strasbourg
- Antonia de Rendinger : Philomène Fischer
- Nadia Roz : Samia Belkacem (à partir de l'épisode 8)
- Juliette Plumecocq-Mech : Mozart (à partir de l'épisode 10)

## Épisodes

### Épisode 1:Le nouveau capitaine mène la danse / Pilote (César Wagner)
- Belgique : 4 janvier 2020 sur La Une
- France : 17 janvier 2020 sur France 2

- Samuel Labarthe : Christian Haas (aussi dans épisode 8)
- Marilyne Canto : Joséphine Stern
- Éric Savin : Luc Thomassot
- Tasnim Jamlaoui : Mélanie N'Diaye

### Épisode 2:Sang et eaux
- Belgique : 26 novembre 2020 sur La Une
- France : 4 décembre 2020 sur France 2

- Richard Sammel : Vladimir Mirceanu, juge à la Cour européenne des droits de l'homme

### Épisode 3:Sombres desseins
- Belgique : 10 décembre 2020 sur La Une
- France : 11 décembre 2020 sur France 2

- Bruno Todeschini : Peter Breck
- Ophélia Kolb : Héloïse Wasserman, sœur de la victime
- Émilie Caen : Caroline Vettel, l'avocate de Breck
- Claire Cahen : Brigadière

### Épisode 4:Tout l'or du Rhin
- Belgique : 10 septembre 2021 sur La Une[7]
- France : 1er octobre 2021 sur France 2

- Caterina Murino : Flora Salvi
- Louis-Do de Lencquesaing : Jean-Yves Theurot
- Florence Maury : Alix Schweitzer
- Lola Créton : Marie Girardon
- Philippe Dusseau : Rodolphe Zimmer
- Doren Muselet : Jeff
- Najim Ziani : jeune
- Bryan Martin : jeune
- Thierry Blanc : Rosseli
- Philippe Ohrel : conservateur
- Dominique Kling : documentaliste
- Valentine Von Horde : étudiante
- Sara Merzoug : étudiante

### Épisode 5:Un doigt de mystère
- Belgique : 17 septembre 2021 sur La Une[8]
- France : 8 octobre 2021 sur France 2

- Sabrina Seyvecou : Ingrid Wagner
- Alice de Lencquesaing : Sybille Wagner
- Michel Bompoil : Michel Nevers
- Maxence Laperouse : Thomas Letellier, aussi dans épisode 6
- Olivier Desautel : Sacha Ritter
- Salomé Haquin : Manon
- Albert Goldberg : Lehmann
- Francis Freyburger : Yvon Tardieu
- Jean-Baptiste Mazzuchelli : Lucas
- Julian Carrey : autre garçon
- Jean Lorrain : Maître Webbler
- Marie Seux : docteur
- Emilie Weist : avocate d'Ingrid

### Épisode 6:L'œil du lynx
- Belgique : 25 octobre 2022 sur La Une
- Suisse : 3 janvier 2023 sur RTS Un
- France : 6 janvier 2023 sur France 2

- Patrick Chesnais : Gilles Weiss
- Élodie Frenck : Zoé Malençon
- Marc Citti : David Lantier
- Axel Mandron : Major Taller
- Maxence Lapérouse : Thomas Letellier, aussi dans épisode 5
- Hélène Médigue : Juliette Plessy
- Pauline Leurent : Marianne Lantier
- Victoria Rolin : avocate de Zoé Malençon
- Sacha Pelletier : boulanger
- Sylvain Sanson : Colonel Bouchard
- Lucas Perruche : Benoît, aussi dans épisode 10 et 11
- David Gies :
- Arthur Gander : chasseur 1
- Christian Magnani : chasseur 2
- Philippe Hollard : chasseur barbecue 1
- Bernard Hollard : chasseur barbecue 2

### Épisode 7:Coup de théâtre
- Belgique : 1er novembre 2022 sur La Une
- Suisse : 10 janvier 2023 sur RTS Un
- France : 13 janvier 2023 sur France 2

- Julie Gayet : Anne Cornell
- Bruno Wolkowitch : Marc Fresnais
- Mickaël Erpelding : Nico
- Jeanne Guittet : Carolina Hauser
- Lélie Chenouga : Mia
- Nastasia Caruge : Sidonie Pelletier
- Lionel Riou : Stéphane
- Ahlam Slama : Mère de Samir
- Niddal El Mellouhi : père de Samir
- Samir Decazza : Samir
- Philippe Couerre : médecin hôpital
- Cécile Mourier : coach cardio
- Boutras El Amari : Docteur Farkas
- Muriel Amat : jurée
- Alef Aouadhi : réalisateur plateau Farkas
- Clément Labopin : Étudiant 1
- Faïz Bergez : Étudiante 2
- Ysée Demenus : Étudiante 3
- Boris Bernard : Étudiant 4

### Épisode 8:Un mariage, deux enterrements
- Belgique : 7 décembre 2023 sur La Une
- Suisse : 19 décembre 2023 sur RTS Un
- France : 5 janvier 2024 sur France 2

- Samuel Labarthe : Christian Haas (aussi dans épisode 1)
- Karina Testa : Aïda Cherki
- Florent Peyre : Jean-Eudes de la Ferté
- Pauline Bression : Victoire Haas
- Françoise Félicité : vieille tante 1
- Patricia Marmoras : vieille tante 2
- Erick Theotiste : disc-jockey
- Tristan Mangeot : intendant du château
- Rudi Berschinski : serveur
- Victor Alric : Mattéo

### Épisode 9:Les liens du sang
- Belgique : 14 décembre 2023 sur La Une
- Suisse : 2 janvier 2024 sur RTS Un
- France : 12 janvier 2024 sur France 2

- Gavril Dartevelle : Augustin et Benoît
- Benoît Joubert : Joubert, aussi dans épisode 10 et 11
- Arié Elmaleh : Ari Rozen
- Lionel Abelanski : rabbin Eli Melman
- Sophie Mounicot : Déborah Melman
- Samuel Brafman : David Mosbacher
- Bernard Zenou : Shiman Mosbacher
- Myriam Weill : Mina Mosbacher
- Stéphane Metzger : Yael Hisch
- Amélie Céline : Judith Melman
- Florence Weber : femme du parc
- Houaria Kaidari : agent DCRI

### Épisode 10:Les raisins de la Koehler
- Belgique :
- Suisse : 10 décembre 2024 sur RTS Un
- France : 3 janvier 2025 sur France 2

- Lucas Perruche : Benoît, aussi dans épisode 6 et 11
- Benoît Joubert : Joubert, aussi dans épisode 9 et 11
- Bruno Solo : Bruno Koehler
- Ginnie Watson : Liz Buckman (en réalité Cathy Forman)
- Sophie Le Tellier : Sophie
- Noé Genetet : Erwan
- Armelle Abibou : George
- Jérôme Jollinier : animateur
- Catherine Javaloyes : éditrice
- Ella Perrin : grande femme (la vraie Liz Buckman)
- Éric Dietrich : témoin
- Gontran Froehly : employé
- Nelly Henrion : réceptionniste

### Épisode 11:Hors jeu
- Belgique :
- Suisse : 17 décembre 2024 sur RTS Un
- France : 10 janvier 2025 sur France 2

- Lucas Perruche : Benoît, aussi dans épisode 6 et 10
- Benoît Joubert : Joubert, aussi dans épisode 9 et 10
- François-Éric Gendron : Jeff Friedmann
- Sonia Bonny : Sarah
- François-David Cardonnel : Amaury Friedmann
- Rufus : Stanislas
- Pavle Dragas : Goran
- Hortense Monsaingeon : avocate de Friedmann
- Amélie Prevot : mère
- Antoine Tracqui : Antoine
- Bénédicte Keck : la DRH
- Emma Dopia : petite fille piscine
- Anthony Fouillet : Jean Vallières

### Épisode 12:On a tué Dalida
- Belgique :
- Suisse :
- France :

- Antoine Duléry : Pierre Meyer, patron du Royal Palace
- Erika Sainte : Laetitia Frau, aussi dans épisode 13
- Hélène Seuzaret, aussi dans épisode 13
- Salim Kissari
- Clara Botte
- Laurence Huby

### Épisode 13
- Belgique :
- Suisse :
- France :

- Erika Sainte : Laetitia Frau, aussi dans épisode 12
- Hélène Seuzaret, aussi dans épisode 12
- Fabien Fuhrmann : officier de tir
- Florent Pochet : soldat de tir

## Accueil

### Audiences
| no | Titre                         | Date de diffusion France | Téléspectateurs | Part d'audience | Classement | Référence |
| -- | ----------------------------- | ------------------------ | --------------- | --------------- | ---------- | --------- |
| 1  | César Wagner                  | 17 janvier 2020          | 4 870 000       | 22,8 %          | 1er        | [ 9 ]     |
| 2  | Sang et eaux                  | 4 décembre 2020          | 4 900 000       | 19,4 %          | 2e         | [ 10 ]    |
| 3  | Sombres desseins              | 11 décembre 2020         | 5 430 000       | 21,9 %          | 1er        | [ 11 ]    |
| 4  | Tout l'or du Rhin             | 1er octobre 2021         | 4 210 000       | 20,7 %          | 1er        | [ 12 ]    |
| 5  | Un doigt de mystère           | 8 octobre 2021           | 4 120 000       | 19,9 %          | 1er        | [ 13 ]    |
| 6  | L'œil du lynx                 | 6 janvier 2023           | 4 920 000       | 24,8 %          | 1er        | [ 14 ]    |
| 7  | Coup de théâtre               | 13 janvier 2023          | 4 520 000       | 23,5 %          | 1er        | [ 15 ]    |
| 8  | Un mariage, deux enterrements | 5 janvier 2024           | 4 770 000       | 25 %            | 1er        | [ 16 ]    |
| 9  | Les liens du sang             | 12 janvier 2024          | 4 480 000       | 24,3 %          | 1er        | [ 17 ]    |
| 10 | Les raisins de la Koehler     | 3 janvier 2025           | 4 211 000       | 23,1 %          | 1er        | [ 18 ]    |
| 11 | Hors jeu                      | 10 janvier 2025          | 3 981 000       | 21,9 %          | 1er        | [ 19 ]    |

Légende
- Les plus hauts chiffres d'audience
- Les plus bas chiffres d'audience

## Commercialisation en DVD
- Le 22 novembre 2021 sortie en DVD d'un coffret 5 DVD (5 épisodes).
- Le 29 février 2024 sortie en DVD d'un coffret 4 DVD (4 épisodes).